# Reinhard Scheer

A skagerraki csata vázlata.

Reinhard Karl Friedrich Scheer (Obernkirchen, 1863. szeptember 30. – Marktredwitz, 1928. november 16.) német admirális, a skagerraki csatában a német hadiflotta főparancsnoka.

## Tengerész pályafutása
1879-ben lépett be a Haditengerészet kötelékébe. 1882-ben tengerészhadapróddá léptették elő, 1885-től sorhajóhadnagy, 1900-tól korvettkapitány, 1904-ben már fregattkapitány, 1905-től sorhajókapitány, 1910-ben ellentengernagy és a Nyílt-tengeri Flotta vezérkari főnöke lett. 1913-tól altengernagy, egy hadihajó egység parancsnokságát vette át. 1916-ban tengernagy, és ezzel átvette a flotta főparancsnokságát. Az első világháború kitörését követően az Anglia elleni tengeralattjáró-hadviselést szorgalmazta, és annak egyik fő stratégájává lépett elő. Az angol flotta számbeli fölényét úgy próbálta csökkenteni, hogy kisebb hajórajokat csaliként felhasználva egy-egy brit köteléket kicsalogatott volna az Északi-tengerre és az ott várakozó nagy hajóegységeivel megsemmisítette volna azokat. Miután így fokozatosan kiharcolta az erőegyensúlyt, kerülhetett volna sor a mindent eldöntő tengeri csatára. A britek azonban tudomást szereztek a tervéről és az első ilyen akciója során összetalálkozott másfélszeres számbeli fölényben lévő flottájukkal. Ennek eredménye lett a skagerraki csata, a világháború egyetlen nagyobb erőket megmozgató tengeri összecsapása.

## A skagerraki csata
1916. június 1-jén Scheer haditerve szerint Franz von Hipper admirális öt csatacirkálóval indult volna el, mögötte mintegy másfél órai távolságra futott ki maga Scheer a nagy flottával. Az angolok azonban értesültek a támadás tervéről, mert korábban az oroszok segítségével megfejtették a németek rejtjelkulcsait és így még mielőtt maga a német flotta kifutott volna, az angol hajók már a tengeren várták őket.
A két hajóhad előőrsei (Franz von Hipper és David Beatty vezetésével) 15 óra körül találkoztak, de hamar megmutatkozott a németek technikai és minőségi fölénye. Kis idő múlva a britek több mint 2 csatacirkálójukat vesztették el (HMS Queen Mary és a HMS Indefatigable). A hajók valósággal szétrobbantak és a két hajó legénységéből összesen alig menekült meg 30 fő. Hipper be akarta fejezni a munkát, de ekkor megjelent a John Jellicoe vezette angol főhajóhad és Hippernek muszáj volt visszavonulnia. Ekkor Scheer is odaért, ő azonban ekkor már a teljes, létszámban sokkal nagyobb, brit flottával találta magát szembe. Az angol flotta azt tervezte, hogy a németek támadása előtt a part és a német hadiflotta közé ékelődik, de a németek felismerték a tervet és kétszer megpróbálták áttörni az angol hajók oszlopán, mindkétszer sikertelenül.
A második kísérlet után besötétedett, és Scheer északnak vette az irányt, az angolok viszont tovább haladtak délnek. Mikor már teljesen besötétedett, Scheer megpróbálkozott egy harmadik áttörési kísérlettel is. Ezúttal sikerrel járt és szinte teljesen legázolta a hátul haladó kisebb angol erőket. Ezután a német hajóhad kilőtt még néhány torpedót, majd a német part felé lerakott aknák felé ment, hátha az angol hajóhad követi őket és így nagyobb csapást tudnak mérni az angolokra. Ebbe Jellicoe nem ment bele és így a csatának végleg vége lett. A csatát egyik szempontból a németek nyerték meg, mert kevesebb hajót és embert veszítettek (az angolok három csatacirkálót, a németek csak egyet). Másfelől viszont, hiába nyertek, hiszen nem sikerült áttörni az angol blokádot és nem sikerült az angol hajóhadakkal egy végső döntő csatát kezdeményezniük. A végkifejletet tekintve hosszú távon mégis az angoloké maradt a tengeri fölény.

## A háború további szakaszában
1917-ben egyik kezdeményezője volt a korlátlan tengeralattjáró-háború ismételt bevezetésének. A britek késve bár, de bevezették a konvojrendszert, ezzel tompítva a tengeralattjárók támadásait. Scheer 1918 augusztusában a haditengerészet vezérkari főnöke lett, de öt hónapi szolgálat után nyugállományba vonult. 1928. november 16-án, 65 évesen Marktredwitzben hunyt el.

## Emlékezete

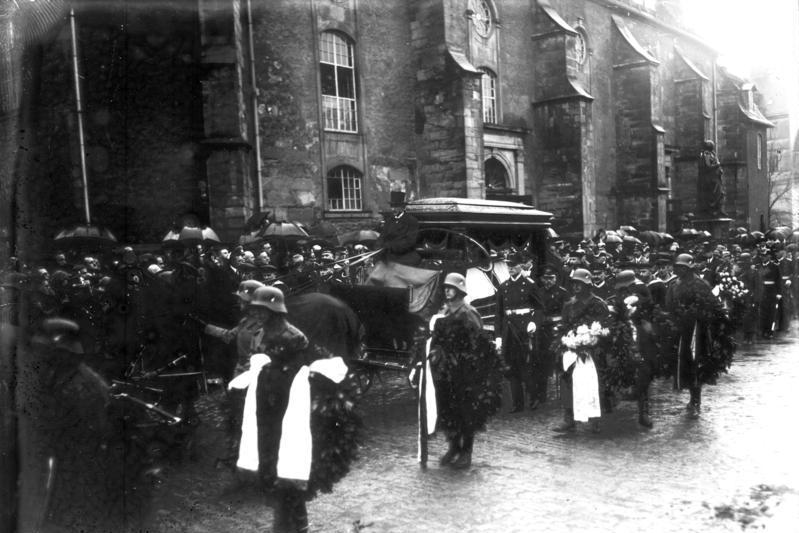
Reinhard Scheer német admirális temetése Weimarban.

- Róla nevezték el a második világháborús Admiral Scheer zsebcsatahajót.